# Peter Klatzow
Peter James Leonard Klatzow (Springs, 1945 - 29 de desembre de 2021) va ser un compositor i pianista sud-africà. Va ser el director del College of Music i professor emèrit de composició a la Universitat de Ciutat del Cap.

## Biografia
Klatzow va tenir el primer contacte amb l'aprenentatge musical quan tenia uns cinc anys al convent catòlic romà de Sant Imelda, a Brakpan.
Després de completar els seus estudis a l'escola de St. Martin, a Rosettenville, Johannesburg, va fer de professor de música i d'Afrikaans durant un breu període a l'escola Waterford Kamhlaba, a Swaziland.
Klatzow es va mudar a Londres el 1964 per estudiar durant un any al Royal College of Music després de guanyar una beca de composició de l'Organització Sud-Africana de Drets Musicals, que li va permetre anar a estudiar a Londres. Entre els seus professors hi havia Gordon Jacob (orquestració), Kathleen Long (piano) i Bernard Stevens (composició). Va guanyar diversos premis de composició mentre hi estava estudiant. Més tard va estudiar a Itàlia i deprés amb Nadia Boulanger a París.
Klatzow va tornar a Sud-àfrica el 1966, on va treballar pel SABC a Johannesburg com a productor musical. També va començar a donar classes de composició al South African College of Music, a Ciutat del Cap.